# Parque nacional de Słowiński
El Parque Nacional de Słowiński (en polaco: Słowiński Park Narodowy) es un parque nacional en el voivodato de Pomerania, al norte de Polonia.  Se encuentra situado en la costa del Mar Báltico entre las localidades de  Łeba y Rowy. El límite norte del parque lo constituyen 32.5 kilómetros de costa.

## Historia

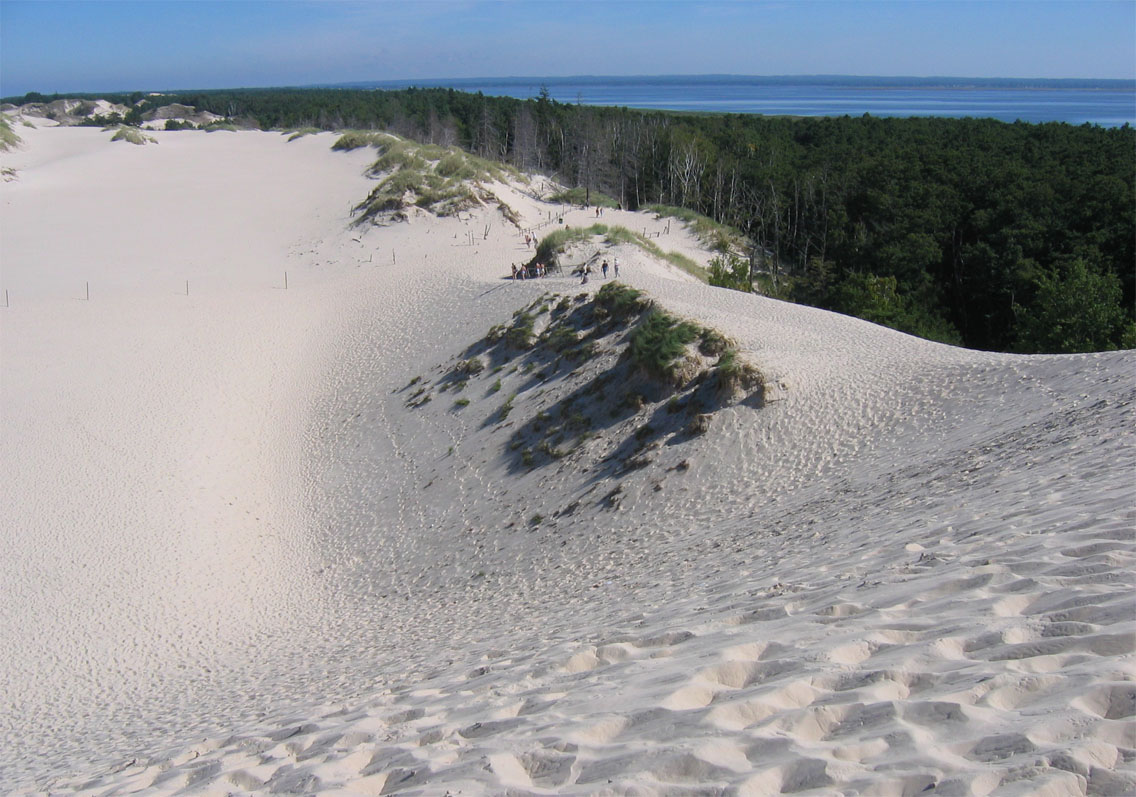
Dunas móviles del parque nacional con el Mar Báltico al fondo.

La idea original de la creación de la reserva que hoy ocupa el Parque surgió en 1946, durante una conferencia en Łeba con científicos de Poznań y Gdańsk. Sin embargo el Parque fue creado 21 años más tarde, en 1967, sobre una superficie de 180.69 km². En la actualidad cubre una superficie de 186.18km2, de los que 102.13 km² son acuáticos y  45.99 km² de bosques. Las zonas estrictamente protegidas cubren una superficie de 56.19 km². En 1977 la UNESCO designó al Parque como Reserva de la Biosfera (MaB). Los humedales Słowiński fueron considerados por el  Convenio de Ramsar en 1995.
El Parque se denominó después de que los eslavos (más tarde germanizados) conocidos como Eslovincios (en polaco: Słowińcy), usasen para vivir estos pantanos como una zona inaccesible cerca del lago Leba. En la localidad de Kluki hay un meseo al aire libre que presenta los aspectos en los cuales vivían antiguamente los eslavos, así como su cultura.

## Geografía

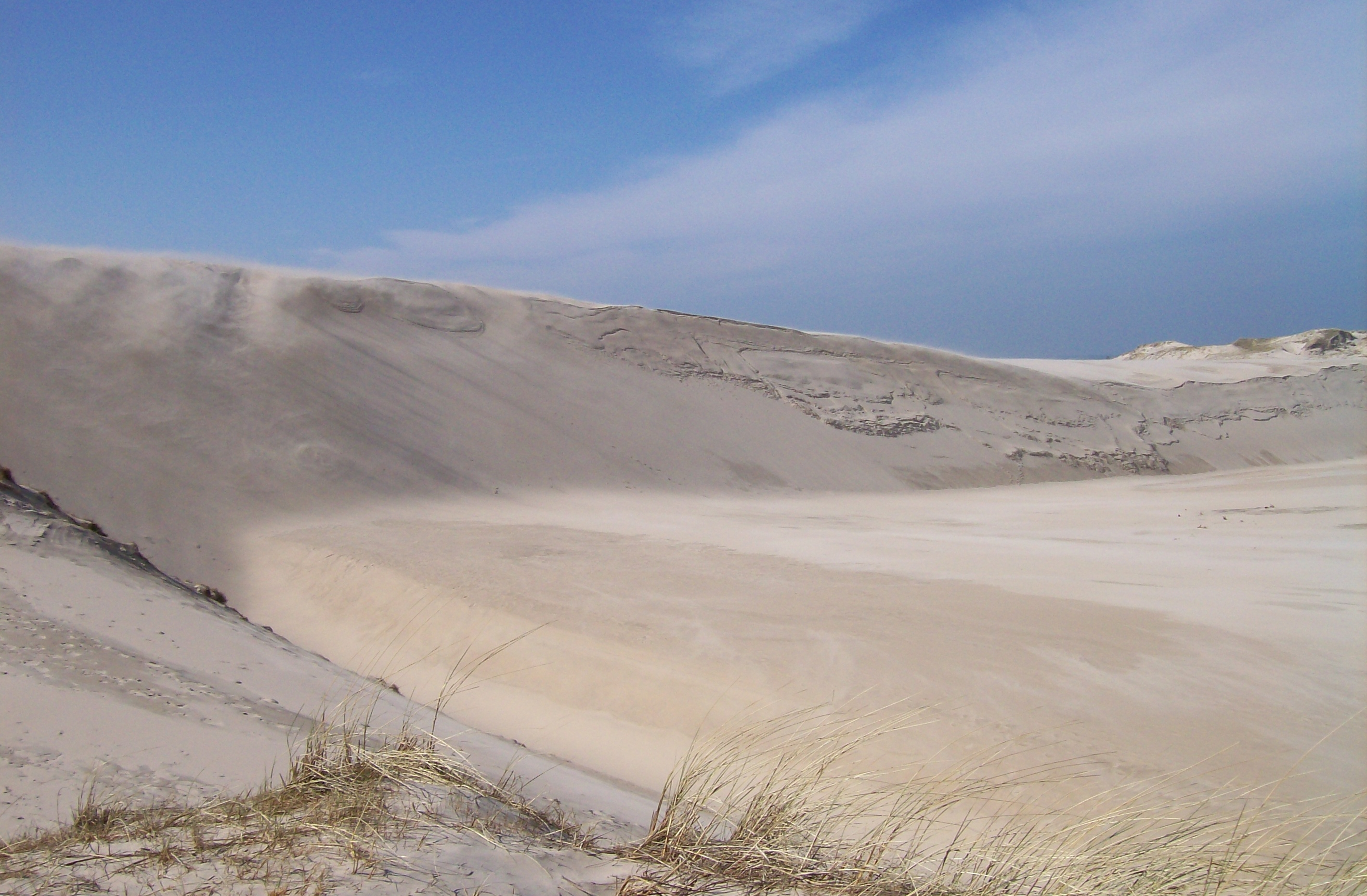
Dunas móviles en el Parque.

En el pasado, el parque era una bahía del mar Báltico. La actividad marina, sin embargo, creó  dunas de arena que, con el paso del tiempo, separaron la bahía del mar Báltico. Como las olas y el viento transportaron arena hacia tierra adentro, las dunas se fueron moviendo poco a poco, a una velocidad de 3 a 10 metros por año. Algunas dunas son bastante altas - más de 30 metros-. El punto más alto de Parque es el pico Rowokol (115 metros sobre el nivel del mar) que constituye un excelente punto de observación. Las dunas móviles son consideradas una curiosidad de la naturaleza a nivel europeo.
Las aguas, que cubren el 55% de la superficie del Parque, son lagos tales como: Łebsko (71.40 km², profundidad máxima 6.3 m), Gardno (24.68 km², profundidad máxima 2.6 m) y Dolgie Wielkie (1.46 km², profundidad máxima 2.9 m). Tanto el lago Lebsko y el lago Gardno tienen bahías. Existen 7 ríos que atraviesan el parque, siendo los más largos el río Łeba y el Łupawa.
Los bosques son principalmente de pinos. Estos árboles cubren el 80% de las áreas de bosque,y también existen turberass de diversos tipos. Entre los animales, los más numerosos son los pájaros, con 257 especies.

## Diversiones turísticas

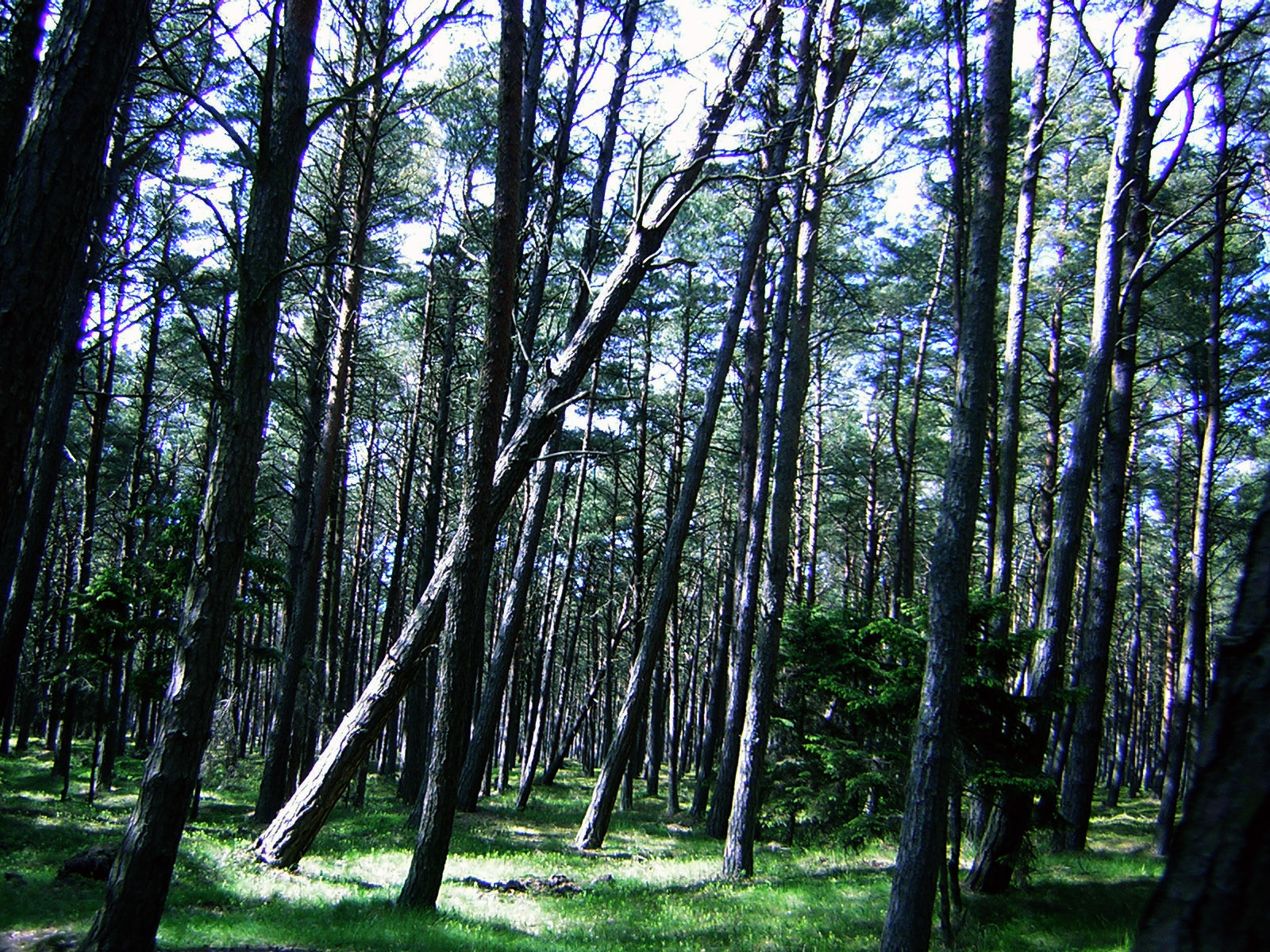
Bosque tipo.

Existen alrededor de 140 kilómetros de rutas turísticas a pie. Alrededor de los lagos hay torres de observación.